# Недельский, Владимир Климентьевич
Владимир Климентьевич Недельский (21 февраля 1869, Дисна, Виленская губерния — 2 января 1943, Ковно, Литовская Республика) — преподаватель православного вероучения, статский советник

## Биография
Родился в семье псаломщика.
Окончил Виленское Андреевское духовное училище (1884), Литовскую духовную семинарию (1890) и Киевскую духовную академию со степенью кандидата богословия (1894).
Преподаватель гомилетики, литургики и практического руководства для пастырей в Тифлисской духовной семинарии (1894), Воронежской духовной семинарии (1899), Литовской духовной семинарии (1907), Самарской духовной семинарии, где преподавал также французский язык (1908).
Член Грузинского епархиального училищного совета (1896), епархиального миссионерского духовно-просветительского братства в Тифлисе, Виленского Свято-Андреевского попечительства, Богоявленского братства при Киевской духовной академии (1897), Закавказского отделения общества вспомоществования нуждающимся переселенцам, Тифлисского попечительного общества дома трудолюбия (1898).
Коллежский асессор (1899), надворный советник, надзиратель за учениками (1900) и преподаватель еврейского языка (1902) в Воронежской духовной семинарии, коллежский советник (1903), статский советник (1907).
Член Самарского епархиального училищного совета (1909), законоучитель в Самарской фельдшерской земской школе (1913), преподаватель в Литовской духовной семинарии (1914), вместе с нею эвакуировался в Рязань (1915), делегат Всероссийского съезда деятелей духовной школы и Всероссийского съезда духовенства и мирян (1917).
В 1917—1918 годах член Поместного Собора Православной Российской Церкви по избранию как мирянин от Литовской епархии, участвовал во всех трёх сессиях, член VI, VII, XIII, XVII, XXIII отделов.
В 1919 году вернулся в Вильно и продолжил преподавать в семинарии. С 1920 года член Литовского епархиального совета.
В 1922 году уволен митрополитом Георгием (Ярошевским) со всех должностей и выселен польскими властями из Литвы за противодействие в создании Польской автокефальной Православной Церкви.
Обосновался в Праге, в 1925 году секретарь Комиссии по Закону Божиему на II Педагогическом съезде.
В 1927—1929 годах преподаватель гомилетики и церковнославянского языка в Свято-Сергиевском богословском институте в Париже.
С 1930 года преподаватель церковнославянского языка на богословских курсах и семинарии в Ковно.
Похоронен на городском православном кладбище в Ковно.

## Награды
Ордена Святого Станислава 3-й (1902) и 2-й (1910) степени, Святой Анны 3-й степени (1906).

## Сочинения
- Супрасльский монастырь и его значение в истории Западно-Русской Церкви // ИР НБУВ. Ф. 304. Д. 1362.
- К вопросу об иерейском освящении храма; Описание проводов бывшего ректора Тифлисской духовной семинарии архимандрита Серафима, нареченного епископом Острожским; Некролог студента СПДА Иеремии Матвеевича Кесаева; Слово на день памяти св. апостола Андрея Первозванного // Духовный вестник Грузинского экзархата. 1896—1898.
- Проводы бывшего ректора Тифлисской духовной семинарии о. архимандрита Серафима // Волынские епархиальные ведомости. 1898. № 27.
- О подражании святым // Воронежские епархиальные ведомости. 1903. № 7-8.
- По стопам святых. Воронеж, 1903.
- Отдельное письмо участникам собрания господ педагогов среди учебных заведений г. Воронежа // Воронежский телеграф. 1905.
- На служение слову Христовой истины; Из сокровищницы святоотеческих мыслей о проповедничестве // Вестник Виленского православного Свято-Духовского братства. 1907—1908.
- Зерна разумного, доброго, вечного. Самара, 1909.
- Источник совершенной радости; С новым годом! С новым счастьем; Во свете Воскресения Христова; Из духовных журналов; Веселие вечное // Самарские епархиальные ведомости. 1908—1911.
- Счастье мирское и блаженство христианское; Радость всему миру; Слово в день памяти св. апостола евангелиста Иоанна Богослова // Самарские епархиальные ведомости. 1912. № 1, 7, 11.
- К новому небу и новой земле // Самарские епархиальные ведомости. 1913. № 1.
- Речь // Всероссийский церковно-общественный вестник. 1917. 9 июня.